# Ман, Хендрик де
Хендрик де Ман (нидерл. Hendrik de Man; также известен как Анри де Ман; фр. Henri de Man; 17 ноября 1885, Антверпен, Бельгия, — 20 июня 1953, близ Муртена, Швейцария) — бельгийский социальный психолог, теоретик социализма и политик.

## Биография

### До 1918 года
Родился в семье буржуа. Являлся внуком фламандского поэта Яна ван Беерса. После получения аттестата зрелости начал изучать математику в Брюссельском, а затем в Гентском университете. В 1905 году был исключён оттуда за участие в демонстрации в поддержку русской революции и переехал в Германию, которую считал «обетованной землей марксизма». Начал сотрудничать в бельгийской социалистической прессе, а затем стал редактором газеты Leipziger Volkszeitung. Помимо журналистской деятельности, изучал в Лейпцигском университете экономику, историю, философию и психологию, и получил степень доктора философии. Общался с Августом Бебелем, Карлом Каутским, Карлом Радеком, Розой Люксембург и Карлом Либкнехтом. В 1907—1908 годах совместно с Либкнехтом и Людвигом Франком возглавлял Социалистический интернационал молодёжи, параллельно обучаясь в Венском университете. В 1910 году в Лондоне вступил в Социал-демократическую федерацию. Вернувшись в Бельгию в 1911 году, де Ман пропагандировал настолько радикальные взгляды, что они едва не привели к расколу Бельгийской рабочей партии (БРП).

### 1918—1940 годы
После Первой мировой войны де Ман преподавал социальную психологию в Вашингтонском университете Сиэтла, в то же время борясь против эксплуатации фермеров, что в итоге привело к его увольнению с кафедры. В 1922—1926 годах преподавал в Академии труда во Франкфурте-на-Майне. В 1929 году стал первым заведующим кафедрой социальной психологии Франкфуртского университета.
Будучи сторонником планирования и считая безработицу наиболее плодотворной почвой для распространения фашизма, он разработал «План де Мана», сопоставимый с «Новым курсом» Франклина Делано Рузвельта и предлагавший в качестве средства для искоренения безработицы плановую экономику. Такого рода идеи заложили доктринальную основу неосоциализма.
После прихода нацистов к власти все книги де Мана были включены в список книг, подлежащих сожжению, а сам де Ман был уволен из университета и вернулся в Бельгию.
В 1935 году премьер-министр Поль ван Зеланд назначил де Мана министром труда, а в следующем году де Ман возглавил министерство финансов. В 1938 году де Ман в качестве министра без портфеля занял пост советника Леопольда III, рекомендуя королю, в частности, не втягивать Бельгию в надвигающуюся войну.

### 1940—1944 годы
После того, как Бельгия была оккупирована Германией, правительство страны отправилось в Париж, а оттуда в Лондон. Де Ман посоветовал королю не следовать данному примеру и остаться в стране (данное решение в итоге привело к отречению Леопольда III от престола в 1951 году). 28 июня 1940 года де Ман издал манифест, в котором приветствовал «низложение парламентского режима и капиталистической плутократии». Оккупация дала де Ману возможность для нейтралистских социальных и экономических действий. Деятельность БРП, президентом которой де Ман являлся с 1938 года, с целью приспособления к нацистскому режиму была переориентирована на присоединение к ДАФ. Тем не менее из-за своего отстаивания бельгийских интересов де Ману были запрещены публичные выступления, после чего он поселился в муниципалитете Ла-Клюза (Верхняя Савойя).

### 1944—1953 годы
С августа 1944 года де Ман обосновался в Швейцарии, благодаря ходатайству социалистов получив там политическое убежище. 12 сентября 1946 года бельгийский военный трибунал, рассмотрев дело по обвинению де Мана в государственной измене, заочно приговорил его к 20 годам тюремного заключения и возмещению нанесенного им ущерба в размере 10 миллионов франков. Все попытки де Мана добиться реабилитации оказались безуспешными. 20 июня 1953 года он погиб вместе с женой — автомобиль, в котором они находились, заглох на железнодорожном переезде и попал под поезд.
В том же году вышли мемуары де Мана «Против течения».

## Сочинения
- Au pays du Taylorisme. — Bruxelles: Verlag «Le Peuple», 1919.
- Zur Psychologie des Sozialismus. — Jena: E. Diederichs, 1927.
- Au-delà du marxisme. — Bruxelles: L'Églantine, 1927.
- Socialisme et marxisme. — Bruxelles: L'Églantine, 1928.
- Joie du travail. — Paris: Librairie Félix Alcan, 1930.
- Réflexions sur l'économie dirigée. — Bruxelles: L'Églantine, 1932.
- Nationalisme et socialisme. — Paris, 1932.
- Der neu entdeckte Marx, 1932.
- Pour un plan d’action. — Paris: M. Rivière, 1934.
- Le Plan du travail. — Bruxelles: Institut d'économie européenne, 1934.
- Corporatisme et socialisme. — Bruxelles: Éditions Labor, 1935.
- Masses et chefs. — Bruxelles: La Nouvelle églantine, 1937.
- Après coup, mémoires. — Bruxelles et Paris: Éditions de la Toison d’or et PUF, 1941.
- Réflexions sur la paix. — Paris — Bruxelles: Editions de la Toison d’Or, 1942.
- Cahiers de ma montagne. — Bruxelles: Éditions de la Toison d’or, 1944.
- Au delà du nationalisme. Vers un gouvernement mondial. — Genf: Éditions du Cheval ailé, 1946.
- Cavalier seul. 45 années de socialisme européen. — Genève: Éditions du Cheval ailé, 1948.
- Vermassung und Kulturverfall: Eine Diagnose unserer Zeit, 1951.
- Gegen den Strom. Memoiren eines europäischen Sozialisten. — Stuttgart, 1953.